# Légcsőatka
A légcsőatka egy atka, ami a házi méh egy belső parazitája.  A Wight-szigeten írták le először.  A légcsőatka a pókszabásúakhoz tartozik, nyolc lába van.  A nőstény öt-hét petét helyez a légcső falára, amelyek 11–15 nap alatt ivarérett atkává fejlődnek. A házi méh légcsöveiben szívogatja annak vérnyirkát,  ezzel törékennyé teszi a légcsövet. A kezdetben átlátszó légcső megbarnul, majd megfeketedik.
Fiatal, legfeljebb két hetes méheket támad meg. Télen, amikor nincs fiatal méh, akkor a szárnyízületet keresi meg, ahol szúrásával lebénítja a szárnyat, így a gazdaméh röpképtelenné válik. Méh nélkül az atka rövid időn belül elpusztul. A méhek röpképtelensége többnyire tél végén észlelhető, ugyanis csak a téli méhek élnek olyan sokáig, hogy rajtuk a betegség elhatalmasodjon. Év közben nincsenek specifikus tünetek, csak a család néptelensége lehet gyanús. A légcsőatka jelenlétére utalhat, ha a méhek szárnya kicsavarodott, ám csak laboratóriumi vizsgálattal lehet biztosan felismerni.
Egy méh légcsöveiben akár több száz atka is élősködhet. Mivel az atkák mérete mindössze 175 mikrométer, ezért szabad szemmel nem is látható, csak mikroszkóppal láthatók és azonosíthatók. Mivel az atka nem különösebben szapora, ezért a betegség csak 2-3 év alatt hatalmasodik el. Nagy részük a nyári rövid életű dolgozókkal pusztul. Terjedését támogatja bármi, ami a méhek életét meghosszabbítja, így a tél mellett a hosszú esős idő is kedvez neki.
Megjelenésében ehhez a fajhoz leginkább az Acarapis externus, és Acarapis dorsalis atkák hasonlítanak.
Magyarországon jelenléte nem jellemző. Ha a légcsőatkakór mégis megjelenik, akkor be kell jelenteni. Ekkor a kereskedők behoznak Folbex csíkot, és azzal füstölni kell egy méhnemzedék élettartamának végéig. Mivel maga az atka nehezen észlelhető, azért a röpkörzetben minden családot kezelni kell. Fertőtleníteni nem kell, mivel nem terjed sem eszközökkel, sem kaptárral, léppel vagy mézzel. Még a méhész keze sem terjeszti. Az atka méhről méhre terjed. Terjesztik az eltájolt méhek, a rajok, és a rablók.

## Fordítás
Ez a szócikk részben vagy egészben  az   Acarapis woodi című angol Wikipédia-szócikk fordításán alapul.  Az eredeti cikk szerkesztőit annak laptörténete sorolja fel. Ez a jelzés csupán a megfogalmazás eredetét és a szerzői jogokat jelzi, nem szolgál a cikkben szereplő információk forrásmegjelöléseként.